# 切尔特 (卡斯特利翁省)
切尔特，是西班牙瓦伦西亚自治区卡斯特利翁省的一个市镇。总面积83平方公里，总人口898人（2001年），人口密度11人/平方公里。